# プレイスタルコス
プレイスタルコス（古希: Πλείσταρχος、古代ギリシア語ラテン翻字: Pleistarchos、? - 紀元前458年、在位：紀元前480年 - 紀元前458年）はアギス朝のスパルタ王である。
プレイスタルコスは先代の王レオニダス1世とレオニダスの兄クレオメネス1世の娘ゴルゴーの子である。治世の初期、プレイスタルコスは成年に達していなかったため、叔父のクレオンブロトスが、その死後はクレオンブロトスの子パウサニアスが摂政を務めた。次の王位にはパウサニアスの子プレイストアナクスが就いた。

## 註
1. ↑  ヘロドトス, IX. 10; トゥキュディデス, I. 132